# Bahnregeln
Die Bahnregeln legen beim Reiten das Verhalten der Reiter sowie die Vorfahrtsregeln in der Reitbahn fest.

## Bahnregeln
- Befinden sich andere Pferde in der Bahn, vergewissert man sich vor Betreten und Verlassen der Reitbahn bzw. vor dem Öffnen der Tür durch Rufen von „Tür frei bitte“, dass der Einritt frei ist und man niemanden behindern würde. Erst nachdem ein Reiter aus der Halle mit „ist frei“ antwortet, darf man mit dem Pferd in oder aus der Bahn gehen.
- Auf- und abgestiegen oder Gehalten zum Nachgurten etc. wird in der Zirkelmitte oder auf der Mittellinie, dort jedoch nicht auf den Wendepunkten. Ausnahme: Es ist eine Aufstiegshilfe an der Bande vorhanden.
- Zu anderen Pferden ist immer ein ausreichend großer Sicherheitsabstand einzuhalten, beim Hintereinanderreiten mindestens eine Pferdelänge.
- Im Schritt wird der zweite (oder dritte) Hufschlag benutzt.
- Longieren von Pferden in der Bahn ist nur mit Einverständnis aller anwesenden Reiter erlaubt. Bei mehr als drei Pferden und während Reitunterricht stattfindet sollte nicht longiert werden.
- Es wird gegenseitige Rücksicht geübt, insbesondere auf Anfänger und auf Reiter mit Problempferden.[1]

## Ausweichen
Für Schrittreitende ist das Reiten auf dem zweiten oder dritten Hufschlag geboten, so dass der erste und falls erforderlich auch der zweite Hufschlag für Reiter im Trab und Galopp frei sind.
Begegnen sich zwei Reiter, ist zunächst die Priorität der gerittenen Linie zu beachten. Reitet einer der Reiter abseits der benannten Linien, also keine Bahnfigur, hat der Reiter auf der Linie einer Bahnfigur Vorfahrt. Reiten beide Reiter eine Bahnfigur, hat eine gerade Linie Vorrang vor einer gebogenen, also haben Reiter, die ganze Bahn reiten, Vorrang vor Reitern auf dem Zirkel. Treffen sich zwei Reiter, die eine in diesem Sinne gleichberechtigte Linie reiten, wird rechts aneinander vorbeigeritten. Reiten beide ganze Bahn (d. h. auf dem ersten Hufschlag), muss folglich der auf der rechten Hand Reitende nach innen ausweichen, die linke Hand hat also Vorrang.
Die Linie eines anderen wird hinter diesem gekreuzt, bei entgegenkommenden Reitern wird sie also erst nach dem Vorbeiritt gekreuzt, bei Reitern in gleicher Richtung vor dem Vorbeireiten.
Beim Abteilungsreiten auf einer Hand gilt: Wird ein Handwechsel angeordnet, bleiben die Reiter, die bereits die Hand gewechselt haben, auf dem Hufschlag. Reiter, die die Hand noch wechseln müssen, weichen nach innen aus.

## Individuelle Regelungen
Weitere Regeln können individuell für eine Reitbahn vereinbart werden. So hat an der Spanischen Hofreitschule derjenige Vorrang, der einen Seitengang reitet, seinen Hengst an der Hand oder am Langen Zügel arbeitet und die Lektionen der Eleven. Üblich sind auch Regeln, die das Freilaufen von Pferden beschränken oder das Entfernen der Pferdeäpfel nach dem Reiten fordern. Auch zeitliche Beschränkungen, wann die Bahn genutzt werden darf, gehören dazu. Bei Reitschulen ist es üblich vor dem Beginn der Reitstunde das Pferd in der Mitte der Bahn fertig zu machen und aufzusitzen und gemeinsam die Reitstunde zu beginnen.